# 第18回全日本女子サッカー選手権大会
第18回全日本女子サッカー選手権大会（だい18かいぜんにほんじょしさっかーせんしゅけんたいかい）は、1997年1月4日から1月19日にかけて行われた全日本女子サッカー選手権大会。日本女子サッカーリーグ（L・リーグ）参加10チームを含む20チームが参加した。
この大会から第25回大会まで1月に実施となり、また決勝戦の会場が第10回大会以来となる国立霞ヶ丘競技場陸上競技場となった。
接戦や乱打戦の準々決勝を制した4チームによる準決勝はともに3-2のスコアとなり、第14回大会以来のベスト4入りをした鈴与清水FCラブリーレディースを2大会ぶりのベスト4入りを果たした日興證券ドリームレディースが破り、また前大会の準決勝と同じ組み合わせとなったプリマハムFCくノ一と読売西友ベレーザの対戦ではプリマハムFCくノ一が7大会連続でベスト4入りしたものの決勝進出を果たせず敗退。つづく決勝戦では日興證券が読売西友ベレーザを3-0で制して4大会ぶりの優勝を果たした。

## 成績
- 優勝：日興證券ドリームレディース
- 準優勝：読売西友ベレーザ
- 第3位：鈴与清水FCラブリーレディース、プリマハムFCくノ一

## 出場クラブ

### 日本女子サッカーリーグ
（第8回L・リーグ総合成績順）
- 日興證券ドリームレディース
- プリマハムFCくノ一
- 読売西友ベレーザ
- 鈴与清水FCラブリーレディース
- 松下電器パナソニック バンビーナ
- 宝塚バニーズレディースサッカークラブ
- 田崎ペルーレFC
- シロキFCセレーナ
- フジタサッカークラブ・マーキュリー
- OKI FC Winds (←OKIレディーサンダース)

### 北海道地域
- 札幌リンダ

### 東北地域
- 盛岡ゼブラレディースFC

### 関東地域
- 読売日本サッカークラブ女子メニーナ
- 浦和レディースFC

### 北信越地域
- 富山レディース

### 東海地域
- 清水第八スポーツクラブ

### 関西地域
- 宝塚バニーズレディースサッカークラブ・ジュニア

### 中国地域
- スクランブルFCキートス

### 四国地域
- 高知JFC ROSA

### 九州地域
- 飽田FCレディース

## 開催方式

### 試合規定
- 試合時間
  - 1、2回戦:80分（40分ハーフ）
  - 準々決勝以降:90分（45分ハーフ）
- 規定時間内に決しない場合は20分（10分ハーフ）の延長戦（Vゴール方式）→決しない場合はPK戦
- 選手交代:3名まで

### 試合会場
1回戦
- 熊本市水前寺競技場
- 高知県立春野総合運動公園陸上競技場
- 名古屋市港サッカー場
- 海老名運動公園陸上競技場

2回戦
- 熊本市水前寺競技場
- 高知県立春野総合運動公園陸上競技場
- 名古屋市港サッカー場
- 海老名運動公園陸上競技場
- 綾瀬市民スポーツセンター

準々決勝
- 厚木市荻野運動公園競技場
- 東平尾公園博多の森球技場
- 栃木県グリーンスタジアム
- 岡山県陸上競技場

準決勝
- 広島県総合グランドメインスタジアム
- 愛媛県総合運動公園陸上競技場

決勝
- 国立霞ヶ丘競技場陸上競技場

## 結果

### 1回戦
| 1997年1月4日 11:00 |

| 飽田FCレディース | 0 - 3 | OKI FC Winds |
|                  |       |              |

| 熊本市水前寺競技場 |

| 1997年1月4日 11:00 |

| 高知JFC ROSA | 0 - 6 | 読売日本サッカークラブ女子メニーナ |
|              |       |                                    |

| 高知県立春野総合運動公園陸上競技場 |

| 1997年1月4日 11:00 |

| 富山レディース | 0 - 4 | 清水第八スポーツクラブ |
|                |       |                        |

| 名古屋市港サッカー場 |

| 1997年1月4日 11:00 |

| シロキFCセレーナ | 5 - 0 | 宝塚バニーズレディース サッカークラブ・ジュニア |
|                  |       |                                                 |

| 海老名運動公園陸上競技場 |

### 2回戦
| 1997年1月6日 13:00 |

| 日興證券ドリームレディース | 4 - 0 | OKI FC Winds |
|                            |       |              |

| 熊本市水前寺競技場 |

| 1997年1月4日 13:00 |

| スクランブルFCキートス | 0 - 11 | フジタサッカークラブ・マーキュリー |
|                        |        |                                    |

| 熊本市水前寺競技場 |

| 1997年1月4日 13:00 |

| 鈴与清水FCラブリーレディース | 7 - 0 | 札幌リンダ |
|                              |       |            |

| 高知県立春野総合運動公園陸上競技場 |

| 1997年1月6日 13:00 |

| 読売日本サッカークラブ女子メニーナ | 2 - 3 | 宝塚バニーズレディース サッカークラブ |
|                                    |       |                                       |

| 高知県立春野総合運動公園陸上競技場 |

| 1997年1月6日 13:00 |

| 読売西友ベレーザ | 8 - 0 | 清水第八スポーツクラブ |
|                  |       |                        |

| 名古屋市港サッカー場 |

| 1997年1月4日 13:00 |

| 盛岡ゼブラレディースFC | 0 - 8 | 松下電器パナソニック バンビーナ |
|                        |       |                                 |

| 名古屋市港サッカー場 |

| 1997年1月4日 13:00 |

| 田崎ペルーレFC | 2 - 0 | 浦和レディースFC |
|                |       |                  |

| 海老名運動公園陸上競技場 |

| 1997年1月6日 13:00 |

| シロキFCセレーナ | 1 - 5 | プリマハムFCくノ一 |
|                  |       |                    |

| 綾瀬市民スポーツセンター |

### 準々決勝
| 1997年1月12日 13:00 |

| 日興證券ドリームレディース | 3 - 1 | フジタサッカークラブ・マーキュリー |
|                            |       |                                    |

| 厚木市荻野運動公園陸上競技場 |

| 1997年1月12日 13:00 |

| 鈴与清水FCラブリーレディース | 8 - 5 | 宝塚バニーズレディース サッカークラブ |
|                              |       |                                       |

| 博多の森球技場 |

| 1997年1月12日 13:00 |

| 読売西友ベレーザ | 2 - 0 | 松下電器パナソニック バンビーナ |
|                  |       |                                 |

| 栃木県グリーンスタジアム |

| 1997年1月12日 13:00 |

| 田崎ペルーレFC | 3 - 4 | プリマハムFCくノ一 |
|                |       |                    |

| 岡山県陸上競技場 |

### 準決勝
| 1997年1月15日 13:00 |

| 日興證券ドリームレディース | 3 - 2 | 鈴与清水FCラブリーレディース |
|                            |       |                              |

| 広島県総合グランドメインスタジアム |

| 1997年1月15日 13:00 |

| 読売西友ベレーザ | 3 - 2 | プリマハムFCくノ一 |
|                  |       |                    |

| 愛媛県総合運動公園陸上競技場 |

### 決勝
| 1997年1月19日 13:00 |

| 日興證券ドリームレディース | 3 - 0 | 読売西友ベレーザ |
|                            |       |                  |

| 国立霞ヶ丘陸上競技場 |